# Obri (Konjic, BiH)
Obri su naseljeno mjesto u općini Konjic, Federacija Bosne i Hercegovine, BiH.
Nalaze se sjeverno od Jablaničkog jezera.

## Povijest
Naselje Ostrožac formirano je 1891. oko uskotračne pruge. Župa u Ostrošcu osnovana je 1919. godine. Gradnjom HE Jablanica 1953. potopljena je župa Ostrožac, pa je župa Presvetog Srca Isusova prenesena u Obre. Pripada Ramskom dekanatu u Vrhbosanskoj nadbiskupiji. U Obrima je sagrađena župna crkva 1955. godine. Danas u župi Obri žive 22 osobe, a Župa Obri je prije rata imala oko 2 000 vjernika.

## Stanovništvo

### 1991.
Nacionalni sastav stanovništva 1991. godine, bio je sljedeći:
ukupno: 286
- Hrvati – 259
- Muslimani – 24
- Srbi – 2
- ostali, neopredijeljeni i nepoznato – 1

### 2013.
Nacionalni sastav stanovništva 2013. godine, bio je sljedeći:
ukupno: 53
- Bošnjaci – 51
- Hrvati – 1
- Srbi – 1

## Vanjske poveznice
- Satelitska snimka  Arhivirana inačica izvorne stranice od 22. veljače 2008. (Wayback Machine)